# 李雪芮

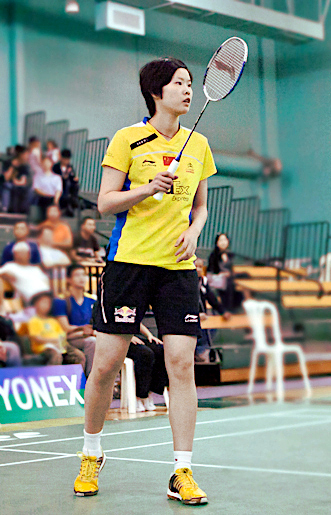
李雪芮出戰2011年美國羽毛球黃金大獎賽女子單打賽事

李雪芮（1991年1月24日—）是重慶大渡口人，中國女子羽毛球運動員，於2012年夏季奧林匹克運動會贏得羽毛球女子單打金牌，並於同年12月20日首次登上女單世界排名第1位，此後一直雄踞榜首達119周之久（2012年12月20日－2015年3月26日）。2019年10月宣布從國家隊退役。

## 技術特點
李雪芮的打法趋向男性化，类似於林丹的变速突击，由於变速能力比较快，进攻强勁，讓一般對手難以招架。
中國隊總教練李永波認為：“李雪芮的特點是進攻能力强，很有殺傷性，她的一些技巧戰術组合是女單組中絕無僅有的”。李雪芮本人則指出，由於從小就是和男孩一起練球，所以打法會較男性化，較女選手凶狠。此外，由於她長時間兼項單、雙打，在單打比賽時會運用一些雙打的技術和線路，令對手難以適應。
至於李雪芮的啟蒙老師李响則認為，李雪芮較其他选手優勝就是心态平稳，她在球场上沉着冷静，不会有起伏的表情和举动，让教練看了就很放心。

## 經歷

### 早年及出道
李雪芮自小好動，從幼兒園起便由母親陪伴參加各種各樣的興趣培訓班。1998年，父母因工作繁忙沒時間照顧，將她送到大渡口體校讀書和寄宿；她在剛開始時對羽毛球並沒有太大興趣，直至第一次奪得全國冠軍，才意識到自己已經漸漸愛上此項運動。
李雪芮2002年进入专业队，後在2004年進入重慶羽毛球隊，期間連續3年（2004、2005、2006年）獲得全國少兒羽毛球比賽單打冠軍；憑藉出色的表現，她在2006至2007年短短一年間，便從國家少年隊、國家青年隊提升到國家二隊，期間亦贏得多項全國的青年賽事的錦標（包括2007年全国青年羽毛球锦标赛女单及团体冠军等）。2007年初，李雪芮被重庆队交流进入八一队，成為解放军代表队运动员。
2008年7月，李雪芮獲派參加在马来西亚吉隆坡舉行的亚洲青年羽毛球锦标赛，先在準決賽以2比1淘汰了賽事的二號種子，韓國的徐润熙；再在決賽中以2比0（22-20、21-13）擊敗隊友王適嫻奪得女單冠軍。10月份，又協助國家二隊出戰印度舉行的世界青年羽毛球混合团体赛贏得冠軍。
2009年，李雪芮首次參加全運會，便為重慶 / 八一隊奪得女雙銅牌（與潘攀搭檔），僅在準決賽敗於北京奧運的金牌組合杜婧/于洋。其後，她又在中國超級賽，先後擊敗前「一姐」王晨，以及當時世界排名第一的盧蘭，技驚四座。2009年底，李雪芮在国家队选拔赛中得到第三名的成績，終在2010年1月1日正式进入中国国家羽毛球队一队。

### 初進國家隊
2010年4月，李雪芮首次代表國家一隊參賽，出戰在印度新德里舉行的亞洲羽毛球錦標賽；先後擊敗葉姵延、塞娜·内维尔，並在決賽以2比1（21-13、18-21、21-19）險勝隊友刘鑫，奪得個人首個成年大賽的冠軍，並成為該項賽事歷史上世界排名最低的優勝者（其時排名為147位）。繼8月份贏得澳門羽毛球公開賽女單冠軍後，李雪芮9月再赴台北，以華僑大學公共管理學院的學生身分參加第11屆世界大學生羽毛球錦標賽，並贏得女單、團體冠軍以及女雙亞軍；她的女單世界排名亦首次闯进十强。
李雪芮初進國家隊的成績相當不俗，然而其時中国羽毛球女单一队的競爭相當激烈，她在隊中只能排在王仪涵、汪鑫、王適嫻、蔣燕皎、王琳等一线主力之后，只能參加一些較次要的比賽。2011年，李雪芮在泰國黃金大獎賽击败了内维尔、蒋燕姣等中外高手，首次登上国际公开赛冠军领奖台；其後，又先後在歐洲舉行的法國超級賽和碧特博格黃金大獎賽贏得亞軍和冠軍。

### 國際賽事30連勝
從2012年初開始，李雪芮的战绩突飞猛进，先後贏得德國黃金大獎賽、全英首要超級賽、亞洲羽毛球錦標賽及印度超級賽四个冠军，期間奪得30场连胜的佳績，年內只曾在韩国和印尼首要超級賽分別输给裴延姝和塞娜·内维尔。一連串的佳績令李雪芮的世界排名升到個人新高第4位，令国羽隊在女單的奥运人选上，出現了4人爭逐3個名額的局面。
李雪芮在年內与中國隊的主要對手對賽成績是18战15胜3负，胜率83.3%，隊中仅次于王仪涵；而一直被看好的王适娴在同期的外战胜率，則是23战12胜11负，胜率只有52.2%。在5月份舉行的優霸盃賽事上，两人均获得出场机会；李雪芮两戰兩胜，而王适娴却是因为对手退赛而胜出，且在退赛前她已先失一局。在之后的淘汰赛中，李雪芮和王仪涵出现在大名单中，令奥运資格的爭逐變得明朗。
最終，李雪芮在中国队女单奧運代表的竞争中脱颖而出，搭上了伦敦奥运的末班车。國家隊總教練李永波其後解釋：“李雪芮可能名声没有其他队员高，但最近这个阶段她表现非常突出，拿到了奥运资格，而且战绩也非常好，所以我们教练组就决定还是要用她”。

### 倫敦奧運奪金
2012年7月，李雪芮代表中國出戰英國倫敦舉行的奥林匹克运动会羽毛球比賽女子單打項目，被列为3号种子选手。在小組賽階段，她輕鬆擊敗秘魯的克劳迪亚·里韦罗·莫登斯和西班牙的卡罗列娜·马琳，順利晉級淘汰賽；並在首二輪賽事先後以2比0擊敗中華台北的戴資穎和香港的葉姵延，殺入四強。在準決賽上，李雪芮直落两局（22-20、21-18）擊敗师姐汪鑫，晋级决赛。
2012年8月4日，女单决赛在中国两名选手之间进行，最終李雪芮以2比1（21-15、21-23、21-17）力克世界第一的队友王仪涵，以「黑馬」姿態为中国队连续第四次夺得奥运会女单金牌，亦成为中国女单史上最年轻的奥运冠军。賽後，李雪芮说：“能够入选奥运会，并拿到金牌，我感觉挺梦幻的吧，但我也付出了努力”。

### 首登世界排名第一
伦敦奥运后，李雪芮受到大小慶祝活動的影响，训练被迫減少，也缺席了多场比赛。在往後的两站超级赛中，她先後在第二轮和八强提前出局。然而，在經歷短暫的低潮後，她又連奪了中國首要超級賽和香港超級賽的冠軍，更在年終的世界羽聯超級系列賽總決賽中一舉拿得冠軍。年末，李雪芮在12月20日公布的世界排名榜中首次登上女單第1位；同時，獲2012CCTV体坛年度风云人物提名最佳新人獎。

### 蘇迪曼盃領銜奪冠
2013年5月，李雪芮入選中國隊出戰馬來西亞舉行的蘇迪曼盃的最終陣容。首次參賽的李雪芮在本屆苏杯取得3战3捷的佳績，其中，中国队在半準決賽以大比分1比2落后印尼队，李雪芮在強大壓力下，直落两局拿下对手，成为中国队逆转晉級的关键；亦最終助中国队成功衛冕蘇迪曼盃。

### 2013年世錦賽失冠
2013年8月，李雪芮參加中國廣州舉行的世界羽毛球錦標賽，以頭號種子身分出戰女子單打項目。在首圈輪空後，她在第二、三圈輕鬆擊敗烏克蘭和印尼的選手晉級；及至半準決賽，雖然面對6號種子、中華台北的戴資穎的頑強抵抗，但最終亦以2比0（27-25、21-13）力克對手，順利闖進四強。李雪芮其後在準決賽直落两局（21-5、21-11）横扫13號種子、韩国的裴延姝，首次參賽即晋级决赛，更创下個人15连胜的佳績。
在決賽中，李雪芮对阵4號種子、泰國的拉差诺·因达农。她在比赛开局发挥正常，並很快取得19-12的领先优势，但最終卻在大好形势下以20-22被反超；她在第二局以21-18扳回一局；但在決勝局卻因体能下降而出現較多失误，最终以1比2不敌对手，僅得亞軍，未能提前完成连夺奥运会、世锦赛冠军的大满贯。賽後，李雪芮表示自己可能是压力太大，没能放开，以致打得太拘谨。這说明她现在还不够好，还需要在努力，回去之后还要好好地总结。

### 2014年世錦賽再失冠
2014年8月，李雪芮參加丹麥哥本哈根舉行的世界羽毛球錦標賽，以頭號種子身分出戰女子單打項目 ，故在首圈輪空。她先在次圈以2比0輕取捷克的克里斯蒂娜·加文霍尔特；在第三圈的德比戰中又以2比0（21-9、21-17）横扫12號種子韩利晉級。她在半準決賽面對7號種子、印度名將塞娜·内维尔，以2比0（21-15、21-15）直落两局勝出；其後，她在準決賽再以2比0（21-8、21-14）擊敗16號種子、日本的三谷美菜津，连续两年進入女单决赛，晋级過程全以2比0橫掃對手。
在決賽中，李雪芮对阵9號種子、西班牙的「黑馬」卡罗列娜·马琳。她在開賽後取得完美开局，更一度以14-7领先7分；但其後被马琳力追，最終仍以21-17先下一城。至第二局，李雪芮在技术暂停時仍以11-7领先，但此后因体能下降，被對手打出一波9-2，並以17-21丟掉這局。至決勝局，李雪芮受腳部傷患影響，加上马琳此后越战越勇，最終以18-21被逆转，连续两届屈居亚军。賽後，她表示自己打得有一些紧，尤其是底线控制不是特别好，打得有点保守，在应对变化也差了点，並稱讚對手确实放得开，在场上打得也很积极。

### 2015年世錦賽16強止步
2015年8月，李雪芮參加印尼雅加達舉行的世界羽毛球錦標賽，以3號種子身分出戰女子單打項目，故在首圈輪空。她在第二圈以2比0輕取保加利亞的佩蒂娅·内德尔奇娃晉級；但至第三圈面對11號種子、印度的P·V·辛杜，就以1比2（17-21、21-14、17-21）落敗，16強止步。赛后，李雪芮指出自己的主要原因是失误太多，打得有点紧，特别是最后时刻失误太多。

### 里約奧運因傷止步四強
2016年8月，李雪芮參加巴西里約熱內盧舉辦的夏季奧林匹克運動會羽毛球比賽女子單打項目，名列第3種子。她從小組賽中順利晉級淘汰賽，並在首輪輪空；在半準決賽，以2比0擊敗泰國選手蓬迪·布拉那巴碩，進入四強。但在準決賽時，遭遇西班牙選手卡羅列娜·馬琳，因第二局起跳後仰救球，左腿落地時造成十字韌帶斷裂，最終以0比2（14-21、16-21）落敗，亦因此無法出戰季軍賽，里約奧運以第四名作收。
里約奧運結束後，李雪芮前往德國奥格斯堡進行手術，並在9月3日出院，復健期約為3個月。
李雪芮原计划在2017年4月的中國羽毛球大師賽復出，但最終并未如期现身，而此后的亚锦赛和苏迪曼杯也没有參加。在8月舉行的世锦赛中，作为第二替补的李雪芮获得了正赛席位，不過由於伤病恢复情况不如预期，最後还是选择弃權。在2017年8月30日舉辦的全運會羽毛球比賽，李雪芮僅代表解放軍出戰了女子團體項目的女雙賽事，最終解放軍代表隊以第7名作收。

### 正式復出
2018年4月，李雪芮在休息了20个月后首次出戰國際赛事，在中國陵水羽毛球大師賽中復出。她在首戰面对国家队小师妹陈念祖，最终直落两局获胜。赛后，李雪芮表示：“我知道球迷和朋友都在关注这场比赛，我也感觉非常紧张，目前身体状况恢复到80%，这之后要尽快恢复自己对比赛感觉。”
在2018賽季，李雪芮奪得四座冠軍，僅參加8個公開賽就獲得四萬多分的羽聯積分，世界排名也從年初的第247位竄升至第25位。中國媒體則指出，若李雪芮能夠再將步伐調整的更精準，就能夠與其他世界前十的對手較勁。
2018年末，李雪芮的年終排名以第25位作收。

### 退役
2019年10月17日，因2016年里約奧運4強賽，造成左膝前十字韌帶斷裂，復健近2年於去年再度復出，但此次傷病影響到她的職業生涯，最後還是難敵時間及傷痛的侵襲，正式宣布退役。
2019年11月15日，微博官方宣布與中國羽球國家選手乔斌領證結婚。
2021年10月入职重庆大学。

## 主要比賽成績
只列出曾進入準決賽的國際賽事成績：
| 年份   | 賽事                     | 公開賽級別 | 項目     | 成績   |
| ------ | ------------------------ | ---------- | -------- | ------ |
| 2008年 | 亞洲青年羽毛球錦標賽     | 其他       | 女子單打 | 金牌   |
| 2008年 | 亞洲青年羽毛球錦標賽     | 其他       | 混合團體 | 金牌   |
| 2008年 | 世界青年羽毛球錦標賽     | 其他       | 混合團體 | 金牌   |
| 2009年 | 中國羽毛球超級賽         | 超級賽     | 女子單打 | 準決賽 |
| 2010年 | 亞洲羽毛球錦標賽         | 其他       | 女子單打 | 金牌   |
| 2010年 | 世界大學生羽毛球錦標賽   | 其他       | 女子單打 | 金牌   |
| 2010年 | 世界大學生羽毛球錦標賽   | 其他       | 女子團體 | 金牌   |
| 2010年 | 法國羽毛球超級賽         | 超級賽     | 女子單打 | 亞軍   |
| 2010年 | 澳門羽毛球黃金大獎賽     | 黃金大獎賽 | 女子單打 | 冠軍   |
| 2010年 | 韓國羽毛球大獎賽         | 大獎賽     | 女子單打 | 亞軍   |
| 2011年 | 泰國羽毛球黃金大獎賽     | 黃金大獎賽 | 女子單打 | 冠軍   |
| 2011年 | 法國羽毛球超級賽         | 超級賽     | 女子單打 | 亞軍   |
| 2011年 | 碧特博格羽毛球黃金大獎賽 | 黃金大獎賽 | 女子單打 | 冠軍   |
| 2011年 | 中國羽毛球首要超級賽     | 首要超級賽 | 女子單打 | 準決賽 |
| 2011年 | 澳門羽毛球黃金大獎賽     | 黃金大獎賽 | 女子單打 | 準決賽 |
| 2011年 | 韓國羽毛球黃金大獎賽     | 黃金大獎賽 | 女子單打 | 準決賽 |
| 2012年 | 德國羽毛球黃金大獎賽     | 黃金大獎賽 | 女子單打 | 冠軍   |
| 2012年 | 全英羽毛球首要超級賽     | 首要超級賽 | 女子單打 | 冠軍   |
| 2012年 | 亞洲羽毛球錦標賽         | 其他       | 女子單打 | 金牌   |
| 2012年 | 印度羽毛球超級賽         | 超級賽     | 女子單打 | 冠軍   |
| 2012年 | 優霸盃                   | 其他       | 女子團體 | 金牌   |
| 2012年 | 印尼羽毛球首要超級賽     | 首要超級賽 | 女子單打 | 亞軍   |
| 2012年 | 奧林匹克運動會羽毛球比賽 | 其他       | 女子單打 | 金牌   |
| 2012年 | 中國羽毛球首要超級賽     | 首要超級賽 | 女子單打 | 冠軍   |
| 2012年 | 香港羽毛球超級賽         | 超級賽     | 女子單打 | 冠軍   |
| 2012年 | 世界羽聯超級系列賽總決賽 | 首要超級賽 | 女子單打 | 冠軍   |
| 2013年 | 亞洲羽毛球錦標賽         | 其他       | 女子單打 | 銀牌   |
| 2013年 | 蘇迪曼盃                 | 其他       | 混合團體 | 金牌   |
| 2013年 | 印尼羽毛球首要超級賽     | 首要超級賽 | 女子單打 | 冠軍   |
| 2013年 | 新加坡羽毛球超級賽       | 超級賽     | 女子單打 | 亞軍   |
| 2013年 | 世界羽毛球錦標賽         | 其他       | 女子單打 | 銀牌   |
| 2013年 | 中國羽毛球大師賽         | 超級賽     | 女子單打 | 準決賽 |
| 2013年 | 中國羽毛球首要超級賽     | 首要超級賽 | 女子單打 | 冠軍   |
| 2013年 | 世界羽聯超級系列賽總決賽 | 首要超級賽 | 女子單打 | 冠軍   |
| 2014年 | 馬來西亞羽毛球首要超級賽 | 首要超級賽 | 女子單打 | 冠軍   |
| 2014年 | 全英羽毛球首要超級賽     | 首要超級賽 | 女子單打 | 亞軍   |
| 2014年 | 印度羽毛球超級賽         | 超級賽     | 女子單打 | 亞軍   |
| 2014年 | 新加坡羽毛球超級賽       | 超級賽     | 女子單打 | 亞軍   |
| 2014年 | 優霸盃                   | 其他       | 女子團體 | 金牌   |
| 2014年 | 日本羽毛球超級賽         | 超級賽     | 女子單打 | 冠軍   |
| 2014年 | 印尼羽毛球首要超級賽     | 首要超級賽 | 女子單打 | 冠軍   |
| 2014年 | 世界羽毛球錦標賽         | 其他       | 女子單打 | 銀牌   |
| 2014年 | 亞洲運動會羽毛球比賽     | 其他       | 女子團體 | 金牌   |
| 2014年 | 亞洲運動會羽毛球比賽     | 其他       | 女子單打 | 銀牌   |
| 2014年 | 丹麥羽毛球首要超級賽     | 首要超級賽 | 女子單打 | 冠軍   |
| 2014年 | 法國羽毛球超級賽         | 超級賽     | 女子單打 | 亞軍   |
| 2015年 | 馬來西亞羽毛球首要超級賽 | 首要超級賽 | 女子單打 | 亞軍   |
| 2015年 | 亞洲羽毛球錦標賽         | 其他       | 女子單打 | 銀牌   |
| 2015年 | 蘇迪曼盃                 | 其他       | 混合團體 | 金牌   |
| 2015年 | 中華台北羽毛球黃金大獎賽 | 黃金大獎賽 | 女子單打 | 亞軍   |
| 2015年 | 丹麥羽毛球首要超級賽     | 首要超級賽 | 女子單打 | 冠軍   |
| 2015年 | 中國羽毛球首要超級賽     | 首要超級賽 | 女子單打 | 冠軍   |
| 2016年 | 德國羽毛球黃金大獎賽     | 黃金大獎賽 | 女子單打 | 冠軍   |
| 2016年 | 印度羽毛球超級賽         | 超級賽     | 女子單打 | 亞軍   |
| 2016年 | 中國羽毛球大師賽         | 黃金大獎賽 | 女子單打 | 冠軍   |
| 2016年 | 亞洲羽毛球錦標賽         | 其他       | 女子單打 | 銀牌   |
| 2016年 | 優霸盃                   | 其他       | 女子團體 | 金牌   |
| 2016年 | 澳洲羽毛球超級賽         | 超級賽     | 女子單打 | 準決賽 |
| 2016年 | 奧林匹克運動會羽毛球比賽 | 其他       | 女子單打 | 第四名 |
| 2018年 | 中國陵水羽毛球大師賽     | 超級100賽  | 女子單打 | 冠軍   |
| 2018年 | 優霸盃                   | 其他       | 女子團體 | 銅牌   |
| 2018年 | 美國羽毛球公開賽         | 超級300賽  | 女子單打 | 冠軍   |
| 2018年 | 加拿大羽毛球公開賽       | 超級100賽  | 女子單打 | 冠軍   |
| 2018年 | 西德·莫迪羽毛球國際賽    | 超級300賽  | 女子單打 | 準決賽 |
| 2018年 | 韓國羽毛球大師賽         | 超級300賽  | 女子單打 | 冠軍   |
| 2019年 | 紐西蘭羽毛球公開賽       | 超級300賽  | 女子單打 | 亞軍   |

| 2007-2017年 | 首要超級賽 | 超級賽 | 黃金大獎賽 | 大獎賽 | 國際挑戰賽 | 國際系列賽 | 未來系列賽 | 其他 |

| 2018-2026年 | 總決賽 | 超級1000賽 | 超級750賽 | 超級500賽 | 超級300賽 | 超級100賽 | 國際挑戰賽 | 國際系列賽 | 未來系列賽 | 其他 |

### 世界冠軍頭銜
李雪芮在羽毛球生涯中共奪得 6 項羽毛球世界冠軍頭銜。
| 賽事                     | 奪冠次數 | 年份                               |
| ------------------------ | -------- | ---------------------------------- |
| 奧林匹克運動會羽毛球比賽 | 1        | 2012年（女子單打）                 |
| 蘇迪曼盃                 | 2        | 2013年、2015年（混合團體）         |
| 尤伯杯                   | 3        | 2012年、2014年、2016年（女子團體） |
| 總計                     | 6        |                                    |

### 奧運會和世錦賽參賽紀錄
|          | 2012 | 2013 | 2014 | 2015 | 2016   |
| -------- | ---- | ---- | ---- | ---- | ------ |
| 女子單打 | 金牌 | 亞軍 | 亞軍 | 16強 | 第四名 |

## 主要對賽紀錄
李雪芮與主要對手的對賽成績如下（只列出對賽六次或以上對手，截至2017年10月10日）：

| 對手   | 對賽次數 | 對賽結果 | 對賽結果 | 總計 |
| 對手   | 對賽次數 | 勝       | 負       | 總計 |
| ------ | -------- | -------- | -------- | ---- |
| 王儀涵 | 18       | 8        | 10       | -2   |
| 王適嫻 | 16       | 9        | 7        | +2   |
| 孫瑜   | 8        | 6        | 2        | +4   |
| 汪鑫   | 6        | 1        | 5        | -4   |
| 總計   | 48       | 24       | 24       | 0    |

| 對手               | 對賽次數 | 對賽結果 | 對賽結果 | 總計 |
| 對手               | 對賽次數 | 勝       | 負       | 總計 |
| ------------------ | -------- | -------- | -------- | ---- |
| 成池鉉             | 14       | 13       | 1        | +12  |
| 塞娜·內維爾        | 14       | 12       | 2        | +10  |
| 戴資穎             | 14       | 11       | 3        | +8   |
| 蓬迪·布拉那巴碩    | 13       | 10       | 3        | +7   |
| 拉差諾·依瑟儂      | 11       | 7        | 4        | +3   |
| 三谷美菜津         | 10       | 10       | 0        | +10  |
| 裴延姝             | 10       | 8        | 2        | +6   |
| 葉姵延             | 9        | 9        | 0        | +9   |
| 山口茜             | 8        | 6        | 2        | +4   |
| 朱利安·申克        | 7        | 6        | 1        | +5   |
| 今別府香里         | 6        | 6        | 0        | +6   |
| 布桑蘭·恩布魯龐    | 6        | 6        | 1        | +5   |
| 琳達·韋尼·法內特里 | 6        | 5        | 1        | +4   |
| 顧娟               | 6        | 5        | 1        | +4   |
| 卡羅列娜·馬琳      | 6        | 3        | 3        | 0    |
| 其他選手           | 158      | 146      | 12       | +134 |
| 總計               | 298      | 263      | 35       | +228 |

## 外部連結
- 李雪芮在国际奥林匹克委员会的资料
- 李雪芮的新浪微博